# 综合保税区站 (沈阳市)
综合保税区站位于辽宁省沈阳市浑南区，是沈阳地铁2号线的车站，于2023年9月29日随二号线南延线开通启用。
车站建设时期用名“航空产业园站”，也是二号线南延线第一批动工车站的最南端车站。车站最终定名时，以未来规划的机场综合保税区命名。

## 车站结构
本站主体位于规划智慧三街南延线南侧，沿智慧三街南北向布置，站点东侧为桃仙停车场。车站为地下双层岛式车站，地下一层为站厅层，地下二层为站台层，设有一组岛式月台。 

### 车站楼层
| 1层               | 出入口 | 出入口 |
| B1层              | 站厅层 | 乘客服务中心、自动售票机、自动售货机、安检                                                                    |
| B2层              | 站台   | \| \| \| █ 2号线往蒲田路（创新一路） \| \| 島式 · 開左邊车门 \| \| \| \| \| \| █ 2号线往桃仙机场（終點站） \| |
|                   |        | █ 2号线往蒲田路（创新一路）                                                                                   |
| 島式 · 開左邊车门 |        | |
|                   |        | █ 2号线往桃仙机场（終點站）                                                                                   |

### 车站出口
车站设置3个出入口，A出入口位于规划智慧三街南延线东侧，朝向北；B出入口及C出入口均位于规划智慧三街南延线西侧，B出入口朝向北，C出入口朝向南并设置无障碍电梯。
| 出口编号 | 出口指示      | 建议前往的目的地 |
| -------- | ------------- | ---------------- |
| 出口 · A | 智慧三街 路东 | 规划智慧三街     |
| 出口 · B | 智慧三街 路西 | 规划智慧三街     |
| 出口 · C | 智慧三街 路西 | 规划智慧三街     |

## 利用状况
本站位于规划中的机场综合保税区范围，目前车站附近为荒地，未进行开发，且无公共交通接驳，故本站进出站乘客稀少。

## 接驳交通
本站无公共交通接驳。

## 历史
- 2021年12月29日 - 本站至桃仙机场站区间盾构贯通[5]。

- 2023年9月29日 - 本站随2号线南延线开通启用。